# Ideopsis obiana
Ideopsis obiana är en fjärilsart som beskrevs av Hans Fruhstorfer 1904. Ideopsis obiana ingår i släktet Ideopsis och familjen praktfjärilar. Inga underarter finns listade i Catalogue of Life.